# Keispelt
Keispelt (Luxemburgs: Keespelt) is een plaats in de gemeente Kehlen en het kanton Capellen in Luxemburg.
Keispelt telt 556 inwoners (2001).